# 13602 Pierreboulez
13602 Pierreboulez è un asteroide della fascia principale. Scoperto nel 1994, presenta un'orbita caratterizzata da un semiasse maggiore pari a 2,5182324 UA e da un'eccentricità di 0,0820151, inclinata di 1,06428° rispetto all'eclittica.